# Synbranchus
Synbranchus is een geslacht van straalvinnige vissen uit de familie van kieuwspleetalen (Synbranchidae). Het geslacht is voor het eerst wetenschappelijk beschreven in 1795 door Bloch.

## Soorten
- Synbranchus marmoratus Bloch, 1795
- Synbranchus lampreia Favorito, Zanata & Assumpção, 2005
- Synbranchus madeirae Rosen & Rumney, 1972